# Tabligbo
Tabligbo – miasto w Togo (region Maritime). Według danych szacunkowych na rok 2009 liczy 19 668 mieszkańców.